# Wyrwidąb (film)
Wyrwidąb / Janek Wyrwidąb (ros. Валидуб, Walidub) – radziecki film animowany z 1952 roku w reżyserii Dmitrija Babiczenko oparty na motywach czeskiej bajki ludowej.

## Fabuła
Pewnego dnia Janek, znany ze swej nadludzkiej siły postanowił wyruszyć w świat. W drodze spotkał piękną Marysię. Chłopak chcąc jej zaimponować popełnia wiele głupstw: wyrywa wielki dąb z korzeniami, siłuje się z niedźwiedziem oraz niszczy wiatrak. Niebawem jednak jego zdolności okazują się być przydatne. W jednej z wiosek wyschły wszystkie studnie, gdyż burza w górach spowodowała zasypanie kamieniami koryta rzeki. Janek postanawia wykorzystać swoją niezwykłą siłę, żeby pomóc poszkodowanym.

## Animatorzy
Boris Miejerowicz, Nadieżda Priwałowa, Boris Butakow, Wiktor Lichaczew, Giennadij Filippow, Fiodor Chitruk, Władimir Arbiekow, Roman Dawydow, Władimir Danilewicz, Michaił Botow

## Obsada (głosy)
- Boris Andriejew jako Janek Wyrwidąb
- Grigorij Szpigiel
- Irina Goszewa jako mama Janka
- Michaił Trojanowski

## Wersja polska
Wyrwidąb – seria: Bajki rosyjskie (odc. 27)
W wersji polskiej udział wzięli:
- Monika Wierzbicka jako Marysia
- Jacek Bończyk jako Janek „Wyrwidąb”
- Tomasz Bednarek jako Dmuchawka
- Włodzimierz Press jako dziadek Marysi
- Joanna Jędryka
- Ryszard Olesiński

I inni
Realizacja:
- Reżyseria: Stanisław Pieniak
- Dialogi: Stanisława Dziedziczak
- Teksty piosenek i wierszy: Andrzej Brzeski
- Opracowanie muzyczne: Janusz Tylman, Eugeniusz Majchrzak
- Dźwięk: Robert Mościcki, Joanna Fidos, Błażej Kukla
- Montaż: Dorota Sztandera
- Kierownictwo produkcji: Krystyna Dynarowska
- Opracowanie: Telewizyjne Studia Dźwięku – Warszawa
- Lektor: Krzysztof Strużycki